# Buszmanland
Buszmanland – bantustan w Afryce Południowo-Zachodniej, utworzony w 1964 roku dla Buszmenów. Jego stolicą było Tsumkwe.
Bantustan obejmował obszar 23 927 km², zamieszkany przez 12 000 ludzi.
W Buszmanlandzie nie został nigdy powołany żaden rząd.
Bantustan został zlikwidowany w maju 1989.